# Verpleegsterhaai
De verpleegsterhaai of voedsterhaai (Ginglymostoma cirratum) is een haai van ongeveer 3 meter lang (maximaal worden ze 4,3 meter). Ze kunnen tot ruim 150 kilogram wegen. Het is de enige nog levende soort die tot het geslacht Ginglymostoma behoort.

## Anatomie
De buikzijde is plat, en de twee rugvinnen zijn vrij dicht bij elkaar en achteraan op de rug geplaatst. De bek is klein, ventraal (aan buikzijde) gelegen en bevat een paar korte baarddraden, waarmee zij voedsel kunnen opsporen. De haai kan met zijn kleine bek en grote kieuwkorf met een enorme kracht en bliksemsnel zijn prooien uit het zand trekken. De kleur is geelachtig grijs.

## Verspreiding en habitat
De verpleegsterhaai is een haaiensoort die voornamelijk op de bodem van kustregio’s leeft in tropische en subtropische wateren, alsook op het continentaal plat. Hij wordt zeer vaak aangetroffen op een diepte van één meter of minder, maar kan voorkomen tot op een diepte van 75 meter. Zijn voornaamste habitats zijn riffen, mangroves en zandvlakten. Hij leeft in het westen van de Atlantische Oceaan, van Rhode Island tot het zuiden van Brazilië, en in het oosten van de Atlantische Oceaan, van Kameroen tot Gabon (en mogelijk verder noord- en zuidwaarts). Daarnaast leeft hij ook nog in het oosten van de Grote Oceaan, van Baja California tot Peru, en rond de eilanden van het Caribisch gebied.

## Gedrag en dieet
Verpleegsterhaaien zijn nachtdieren. Het grootste deel van de dag zijn ze inactief en rusten zij in groepen van maximaal 40 dieren. Ze liggen dan voornamelijk in richels of spleten van grotere riffen. Ze lijken ook individueel een voorkeur te hebben voor bepaalde rustlocaties, waar ze dagelijks naar terugkeren, na de nachtelijke jacht. ’s Nachts leven de haaien grotendeels solitair. Ze besteden dan het grootste deel van hun tijd met het zoeken naar voedsel in het bodemsediment. Hun dieet bestaat voornamelijk uit schaaldieren, weekdieren, manteldieren, zeeslangen en vissen (met name pijlstaartroggen blijken een geliefde prooi te zijn van de verpleegsterhaai).
De haaien jagen eveneens op slapende vissen, die overdag te snel voor hen zouden zijn. Ondanks hun betrekkelijk kleine mond (die de grootte van prooidieren kan beperken), hebben ze een relatief grote keelholte. De haaien kunnen hierdoor hun prooi in zijn geheel naar binnen zuigen. Verpleegsterhaaien grazen ook graag algen van rotsen en soms eten ze zelfs koralen.
Er zijn ook waarnemingen gedaan van verpleegsterhaaien die schaaldieren vangen in een hinderlaag, door te doen alsof zij rusten op de bodem.
De dieren zijn in staat om tijdens de rust te ademen door water met de mond naar binnen te nemen en het via de kieuwen weer weg te pompen. In de kieuwen zitten vele kleine bloedvaatjes die dan zuurstof uit het water opnemen en dit met de bloedstroom doorgeven aan alle organen en stelsels.

## Voortplanting
De paartijd van verpleegsterhaaien loopt van eind juni tot eind juli. De dieren zijn ovovivipaar, wat betekent dat de eieren zich ontwikkelen en uitkomen in het lichaam van het moederdier. De dracht duurt ongeveer zes maanden en vervolgens worden 21 tot 29 jongen geboren. Verpleegsterhaaien kunnen maximaal één keer om de twee jaar paren, aangezien de eierstokken van het vrouwtje steeds 18 maanden nodig hebben om nieuwe eieren te produceren. Bij verpleegsterhaaien is eveneens meermaals kannibalisme waargenomen, waarbij ouderdieren (of andere volwassen dieren) jongen of kleinere verpleegsterhaaien opeten. De jongen zijn bij de geboorte soms al 30 cm groot, maar dit kan ook al eens kleiner zijn (10 cm). Ze bezitten dan een gevlekt kleurenpatroon op de huid, dat vervaagt en vergrijst met het ouder worden.

## Interactie met mensen
Verpleegsterhaaien worden niet op grote schaal gevangen voor consumptie, maar door hun trage levenswijze zijn ze wel een makkelijk doelwit voor lokale vissers. Zijn huid is bijzonder taai en wordt gebruikt voor het vervaardigen van leer. Het vlees wordt geconsumeerd en de lever wordt gebruikt voor het maken van olie.
Jonge verpleegsterhaaien worden in sommige landen al eens verkocht in zeewateraquariumhandels. Maar omdat ze 3 meter lang kunnen worden, zijn ze eigenlijk veel te groot voor de meeste particuliere aquaria. In grote aquariumcomplexen kunnen ze wel gehouden worden en in veel gevallen planten ze zich daar met succes voort.
Ze zijn meestal ongevaarlijk voor de mens, maar kunnen als ze zich bedreigd voelen, toch stevig van zich afbijten. Deze haai staat nummer twaalf op de lijst van het ISAF, met 10 niet uitgelokte aanvallen op mensen (tussen 1580 en 2008), waarvan geen enkele dodelijk.

Ze leven in open zee, bij kusten en bij koraalriffen aan de Westkust van Afrika en rond (tropisch) Amerika.

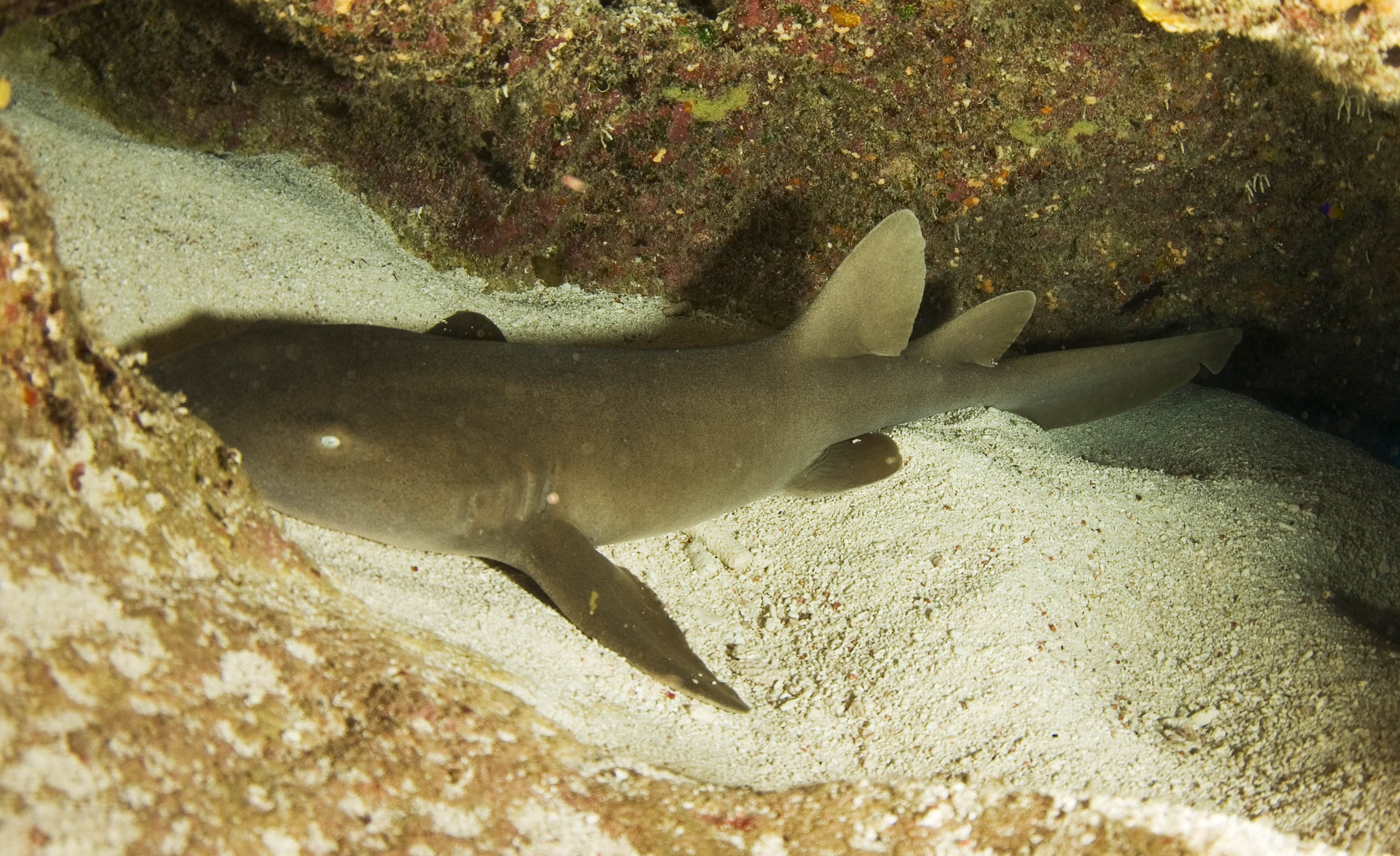
Verpleegsterhaai in beschutting